# Spilopimpla alluaudi
Spilopimpla alluaudi är en stekelart som först beskrevs av André Seyrig 1935.  Spilopimpla alluaudi ingår i släktet Spilopimpla och familjen brokparasitsteklar. Inga underarter finns listade i Catalogue of Life.